# Дэвис, Маккензи
Макке́нзи Ри́о Дэ́вис (англ. Mackenzie Rio Davis; род. 1 апреля 1987, Ванкувер, Британская Колумбия, Канада) — канадская актриса. Наиболее известна по ролям в фильмах «Дружба и никакого секса?», «Этот неловкий момент», «Марсианин», «Бегущий по лезвию 2049», «Терминатор: Тёмные судьбы», а также сериалах «Остановись и гори» (2014—2017) и «Чёрное зеркало» (2016; эпизод «Сан-Джуниперо»).

## Биография
Дэвис родилась в Ванкувере, Британская Колумбия. Окончила Университет Макгилл в Монреале, Квебек. Изучала актёрское мастерство в школе «Neighborhood Playhouse» в Нью-Йорке, где познакомилась с режиссёром Дрейком Доримусом, который позже снял её в своём фильме «Полной грудью» (2012); этот фильм стал для начинающей актрисы дебютом на большом экране. Её прорыв состоялся в 2013 году после роли в фильме «Дружба и никакого секса?», которая принесла ей номинацию на «Джини» в категории «Лучшая женская роль второго плана».
В 2014 году Дэвис получила роль программиста Кэмерон Хоу в сериале канала AMC «Остановись и гори», а также исполнила небольшую, но значимую роль в фильме «Марсианин».
В 2016 году снялась в эпизоде «Сан-Джуниперо» сериала «Чёрное зеркало», позже выигравшего премию «Эмми» как «Лучший телефильм».

## Фильмография
| Год  | Название на русском                | Название на английском         | Роль             | Примечания                                                             |
| ---- | ---------------------------------- | ------------------------------ | ---------------- | ---------------------------------------------------------------------- |
| 2012 | В хлам                             | Smashed                        | Милли            |                                                                        |
| 2013 | Полной грудью                      | Breathe In                     | Лорен Рейнольдс  |                                                                        |
| 2013 | Дружба и никакого секса?           | What If                        | Николь           | Номинация — Canadian Screen Award за лучшую женскую роль второго плана |
| 2013 |                                    | Emptied                        | Шарлотта Лоуренс | короткометражный фильм                                                 |
| 2013 | Мы должны выбраться из этого места | Bad Turn Worse                 | Сью              |                                                                        |
| 2013 |                                    | Moontown                       | Шона             | короткометражный фильм                                                 |
| 2013 |                                    | Plato’s Reality Machine        | София            |                                                                        |
| 2014 | Этот неловкий момент               | That Awkward Moment            | Челси            |                                                                        |
| 2015 |                                    | Memory Box                     | Изабель          | короткометражный фильм                                                 |
| 2015 | Хватай и беги                      | Freaks Of Nature               | Петра Лэйн       |                                                                        |
| 2015 | Страна под названием Дом           | A Country Called Home          | Рино             |                                                                        |
| 2015 | Марсианин                          | The Martian                    | Минди Парк       |                                                                        |
| 2016 | Всегда сияй                        | Always Shine                   | Анна             |                                                                        |
| 2016 | Иззи прётся через город            | Izzy Gets the F*ck Across Town | Иззи             |                                                                        |
| 2017 | Бегущий по лезвию 2049             | Blade Runner 2049              | Мариетта         |                                                                        |
| 2017 | Талли                              | Tully                          | Талли            |                                                                        |
| 2018 | Бумеранг                           | Boomerang                      | Дженифер         | короткометражный фильм                                                 |
| 2019 | Терминатор: Тёмные судьбы          | Terminator: Dark Fate          | Грэйс            |                                                                        |
| 2020 | Няня                               | The Turning                    | Кейт Манделл     |                                                                        |
| 2020 | Честный кандидат                   | Irresistible                   | Диана Гастингс   |                                                                        |
| 2020 | Самый счастливый сезон             | Happiest Season                | Харпер           |                                                                        |
| 2023 |                                    | WOACA                          |                  | короткометражный фильм, режиссер, сценарист, продюсер                  |
| 2024 | Заплыв домой                       | Swimming Home                  | Изабель          |                                                                        |
| 2024 | Не говори никому                   | Speak No Evil                  | Луиза            |                                                                        |

| Год       | Название на русском               | Название на английском         | Роль           | Примечания                                         |
| --------- | --------------------------------- | ------------------------------ | -------------- | -------------------------------------------------- |
| 2012      | Верните мне штаны                 | I Just Want My Pants Back      | Люси           | Эпизод: «Safety Nets»                              |
| 2014—2017 | Остановись и гори                 | Halt and Catch Fire            | Кэмерон Хоу    | Регулярная роль                                    |
| 2016      | Чёрное зеркало                    | Black Mirror                   | Йорки          | Эпизод: «San Junipero»                             |
| 2017      | Ничего не происходит              | No Activity                    | Патриция       | Эпизод: «The Metric System»                        |
| 2020      | Домашний фильм: Принцесса-невеста | Home Movie: The Princess Bride | Лютик          | Эпизод: «Chapter Two: The Shrieking Eels»          |
| 2020      | Распутная Диана                   | Dirty Diana                    | Аманда         | Озвучка                                            |
| 2021—2022 | Станция Одиннадцать               | Station Eleven                 | Кирстен        | Регулярная роль                                    |
| 2022      | Любовь. Смерть. Роботы            | Love, Death & Robots           | Марта Кивелсон | Озвучка в эпизоде: «The Very Pulse of the Machine» |